# Mikael Hopkins
Pour les articles homonymes, voir Hopkins.
Mikael Hopkins, né le 23 juin 1993 à Hyattsville, Maryland, est un joueur américano-hongrois de basket-ball. Il évolue au poste d'ailier fort.

## Biographie

### Carrière universitaire
Entre 2011 et 2015, il joue pour les Hoyas à l'université de Georgetown.

### Carrière professionnelle

#### İstanbul DSİ (2015-2016)
Le 25 juin 2015, lors de la draft 2015 de la NBA, automatiquement éligible, il n'est pas sélectionné.
Durant l'été 2015, il signe son premier contrat professionnel en Turquie avec l'İstanbul DSİ (en) en deuxième division du championnat turc pour la saison 2015-2016.

#### Samsunspor DSI (fév. - juil. 2017)
Le 1er février 2017, il signe avec le club turc du Samsunspor DSI en première division du championnat turc.

#### Yalova Group BelediyeSpor (juil. - déc. 2017)
Le 31 juillet 2017, il signe avec le club turc du Yalova Group BelediyeSpor en première division du championnat turc.

#### Samsunspor DSI (déc. 2017-2018)
En décembre 2017, il revient au Samsunspor DSI pour le reste de la saison 2017-2018.

#### Balkan Botevgrad (2018-2019)
Le 22 août 2018, il signe avec le club bulgare du Balkan Botevgrad pour la saison 2018-2019.
En 16 matches de Coupe d'Europe FIBA 2018-2019, il a des moyennes de 14,7 points, 8,3 rebonds et 2,6 passes décisives par match.
À la fin de la saison 2018-2019, il remporte le titre de champion de Bulgarie.

#### Cedevita Olimpija (2019-2021)
Le 19 juillet 2019, il signe un contrat de deux ans avec le club slovène du Cedevita Olimpija.
À la fin de la saison 2019-2020, il remporte la supercoupe de Slovénie.
Le 1er juillet 2020, il signe un nouveau contrat avec Cedevita Olimpija.
À la fin de la saison 2020-2021, il remporte le titre de champion de Slovénie.

#### Reggio Emilia (depuis 2021)
Le 1er août 2021, il signe en Italie et signe un contrat d'un an avec le Reggio Emilia.

## Vie privée
Sa demi-sœur est la joueuse de basket-ball Angel Reese. 

## Statistiques

### Universitaires
Les statistiques en matchs universitaires de Mikael Hopkins sont les suivantes :
| Saison    | Équipe     | Matchs | Titul. | Min./m | % Tir | % 3pts | % LF | Rbds/m. | Pass/m. | Int/m. | Ctr/m. | Pts/m. |
| --------- | ---------- | ------ | ------ | ------ | ----- | ------ | ---- | ------- | ------- | ------ | ------ | ------ |
| 2011-2012 | Georgetown | 30     | 0      | 6,8    | 42,3  | 50,0   | 75,0 | 1,13    | 0,40    | 0,03   | 0,37   | 2,40   |
| 2012-2013 | Georgetown | 32     | 32     | 20,1   | 40,9  | 0,0    | 62,1 | 2,94    | 1,28    | 0,88   | 1,03   | 5,91   |
| 2013-2014 | Georgetown | 33     | 19     | 20,9   | 42,7  | 25,0   | 63,0 | 4,94    | 1,03    | 0,67   | 1,52   | 6,03   |
| 2014-2015 | Georgetown | 33     | 23     | 22,2   | 43,8  | 0,0    | 62,4 | 5,79    | 1,27    | 1,00   | 1,58   | 5,12   |
| Total     |            | 128    | 74     | 17,7   | 42,3  | 25,0   | 63,9 | 3,77    | 1,01    | 0,66   | 1,14   | 4,91   |

## Palmarès
- Champion de Slovénie (2021)
- Vainqueur de la Supercoupe de Slovénie (2020)
- Champion de Bulgarie (2019)